# مدال كبير الأذنين
مَدَّال كبير الأُذُنَيْنِ (الاسم العلمي: Geogale aurita)، جنس حيوانات لبونة من فصيلة المداليات. وهو النوع الوحيد في جنس Geogale، والعضو الوحيد في فُصيلة مداليات كبيرة الأذنين. وموطنه في مدغشقر، موائله الطبيعية هي الغابات الجافة المدارية أو الاستوائية والشجيرات الجافة المدارية أو الاستوائية.